# Geranium albanum
Geranium albanum är en näveväxtart som beskrevs av Friedrich August Marschall von Bieberstein. Geranium albanum ingår i släktet nävor, och familjen näveväxter. Inga underarter finns listade i Catalogue of Life.